# Poppea megkoronázása
A Poppea megkoronázása Claudio Monteverdi 1642-ben, Velencében bemutatott  háromfelvonásos operája. Szövegkönyvét Giovanni Francesco Busenella írta. A darab tárgya merész újítás volt: a mitologikus szüzsé helyett – elsőként az operatörténetben – egy tisztán történelmi eseményt vitt színre a szerző.

## Az opera története és színpadra állítása
Monteverdi Velencében egyházi szolgálatot vállalt, ennek következtében operaszerzői tevékenysége is félbeszakadt egy időre. De miután 1637-től kezdve Velencében egymás után nyíltak a nyilvános operaházak, az idős mestert is felkérték, hogy komponáljon zenés színpadi műveket. Így született meg először az Odüsszeusz hazatérése, majd egy évvel később a Poppea megkoronázása. Az 1642-es bemutató nagy sikert aratott, ám ennek ellenére az opera hamar feledésbe merült.
Ebben az esetben is számos nehézséggel kell szembe nézniük a darabot ma színpadra állítóknak, ugyanis csak az énekszólamok, és részben a számozott basszus maradt fenn az 1888-ban, majd 1930-ban előkerült posztumusz kézirattöredékeken. Ennek következtében a Poppea esetében minden előadás kísérlet az eredeti hangzásvilág megszólaltatására. A 20. században egymás után születtek az opera rekonstrukciói: Vincent d’Indy, Malipiero, Orff, Redlich, Dallapiccola, Goehr és Hindemith átdolgozásai.
Az opera szövegkönyve Giovanni Francesco Busenella munkája. A Poppea megkoronázása a költő első operaszövegkönyve volt, amelyet még jó pár követett, ezek túlnyomó többségét Francesco Cavalli zenésítette meg.  Nagy jelentőséget tulajdoníthatunk annak, hogy a Poppea megkoronázása az operatörténet első szövegkönyve, amely történelmi eseményt dolgoz fel. Busenella elsődleges forrása Tacitus Annalese volt. Benne olyan elemeket is színpadra vitt, amelyek a későbbi átöltöztetéses, intrikalibrettók előképének tekinthetők.
A színpadra állítással kapcsolatos legnagyobb gondot a hangszerek okozzák: hogyan, milyen módon lehet pótolni azoknak a régi hangszereknek a hangszínét, amelyeket ma már nem használnak. Igaz ugyan, hogy vannak régi zenét korabeli hangszereken játszó zenekarok, de a zenészek többsége nem ismeri ezeket a késő reneszánsz–kora barokk kori  vonós, húros és billentyűs hangszereket. A másik nagy probléma: hogyan értelmezzék a máig sem egyértelműen tisztázott, a korabeli kottaírásnak legjobban megfelelő hangzásképet.
Ez esetben az 1950-es, 1960-as években készült átdolgozások közül Raymond Leppard csembalista átdolgozása tűnik a leghitelesebbnek, hiszen Leppard a korszakkal foglalkozó zenész volt. Ennek a változatnak a bemutatója Glyndebourneban volt, 1962. június 29-én. A Magyar Állami Operaház is Leppard változata mellett döntött, amikor 1968. január 19-én színre vitte az operát. Leppard feldolgozása mellett Nikolaus Harnoncourt is elkészítette a maga változatát, és Reneé Jacobs is előállt saját elképzelésével. Az utóbbi két változat CD-felvétel formájában is hozzáférhető.

## Az opera szereplői és helyszínei
| Szereplő                         | Hangfekvés       |
| -------------------------------- | ---------------- |
| Poppea, Néró szerelme            | szoprán          |
| Néró (Nerone), római császár     | kontratenor      |
| Octavia (Ottavia), Néro felesége | mezzoszoprán     |
| Otto (Ottone), Poppea férje      | bariton          |
| Seneca, filozófus                | basszus          |
| Drusilla                         | szoprán          |
| Fortuna, a szerencse istennője   | mezzoszoprán     |
| Virtus (Virtu)                   | szoprán          |
| Ámor                             | koloratúrszoprán |
| Egy apród                        | tenor            |
| Kisasszony                       | szoprán          |
| Egy katona                       | tenor            |
| Egy másik katona                 | bariton          |
| Libertius                        | bariton          |
| Lucanus, költő                   | tenor            |
| Lictos                           | basszus          |

- Kórus: szolgák, katonák, Seneca tanítványai, konzulok, tribunosok, szenátorok; csak férfiak
- Történik: az előjáték az istenek világában, a cselekmény Rómában, a Kr. u. 1. században
- Színhelyek:
  - I. felvonás: 1. kép: Poppea otthona, 2. kép: Octavia lakosztálya, 3. kép: Poppea otthona, 4. kép: a császári palota kertje, 5. kép:  Seneca háza és kertje
  - II. felvonás:  1. kép: Néró lakosztálya, 2. kép: Octavia lakosztálya, 3. kép: Poppea otthona, 4. kép: Utcarészlet, 5. kép: Octavia lakosztálya, 6. kép: Poppea otthona, 7. kép: a császári palota
- Játékidő:  2 óra 15 perc–3 óra (feldolgozástól függően)
- Megjegyzés: a Magyar Állami Operaház két felvonásban játszotta az eredetileg háromfelvonásos darabot, ennek következtében néhány helyen megváltoztatták a képek beosztását, és egy helyen a sorrendjét is. A magyar operaismertetők ezt a változatot ismertetik, ezért a szócikkben is ez szerepel.

## Az opera cselekménye

### Prológus
Fortuna, Virtus és Ámor vitatkozik. Előbbi kettő döntőnek tartja az általuk képviselt eszméket az ember sorsának alakulásában. Ámor végül fölényesen zárja le a beszélgetést: az erény örök értékei, csakúgy, mint a forgandó szerencse szeszélyei hatástalanul erejüket vesztik a szerelem mindent legyőző hatalmával szemben.

### I. felvonás
1. kép: Otto messzi földről ért haza, és boldogan várja a találkozást imádott feleségével. A házában tartózkodó katonák döbbentik rá a szomorú valóságra: Néró a lakásában van, és Poppea a szeretője. A császár hajnalban búcsúzik az asszonytól, aki szerelmesen álmodozik a pillanatról, amikor majd a szavaitól és érzékiségétől megrészegült császár mellett a trónra léphet. Öreg dajkája inti, vigyázzon, veszélyes játékot űz, de Poppea ügyet sem vet rá. Néró csak egy báb a kezében, akivel azt tesz, amit csak akar. És mindezt szépségének és csáberejének köszönheti.

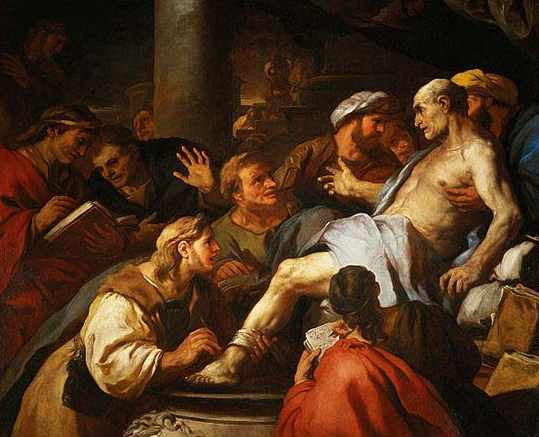
Luca Giordano: Seneca halála (1684)

2. kép: Octavia már kezdettől fogva felismerte a helyzetet. A méltóságteljes nő az események hatására panaszra fakad, Seneca vigasztalja. Az ő szemében az emberi indulatok és szenvedélyek csak mulandó látszatértékeket képviselnek. A felsőbbrendű eszmék fényében jelentőségük eltörpül. Octaviát azonban a bölcs elvont szavai nem győzik meg. Kéri a filozófust: a szenátusban képviselje ügyét Néróval szemben. A bölcselő látja, hogy az elvakult szenvedély mire képes, és világos számára, hogy a vad indulatok minden józan megfontolást képesek félresöpörni. Virtus, egy titokzatos hang tudatja vele, hogy sorsa már eldőlt: halál vár rá. Ezt is bölcs megfontolással fogadja. Ezután Néró jelenik meg és közli szándékát egykori nevelőjével: Octaviát eltaszítja magától és Poppeát emeli a trónra. Seneca elítéli a császár döntését, akit mértéktartó szavaival csak egyre jobban felingerel.
3. kép: Poppea jól tudja, hogy Seneca a nép várható ellenérzése miatt is el fogja ítélni Néró iránt táplált szerelmét, főleg ha a hivatalos elismerést és a császári trónt is követeli magának. Tudja, mit kell tennie: Seneca halálát fogja követelni szeretőjétől. Ezt Néró meg is ígéri neki. Egyik apródját meneszti a filozófushoz a paranccsal: a császár halálra ítélte, legyen öngyilkos. Otto még egyszer megpróbálja Poppea érzelmeit maga felé fordítani. Naivitása azonban eleve kudarcra van ítélve. Elkeseredett lelkiállapotában a férfi látszólag hajlik az érte rajongó Drusilla szavaira, de ez igazából csak öntudatlan beletörődés.
4. kép: A császári palota kertjében Octavia egyik szolgálója szerelmesen enyeleg egy apróddal. Önfeledten ábrándoznak az élet szépségeiről.
5. kép: Libertus érkezik Senecához a császár parancsával. De még mielőtt szóra nyithatná ajkait, a filozófus már tudja, mit akar tőle a császár, és természetesen követni fogja a parancsát. Nyugodtan készülődik az öngyilkosságra – ez számára a földi béklyóktól való szabadulást jelenti. Szellemi nagyságához méltóan búcsúzik az őt sirató tanítványaitól.

### II. felvonás

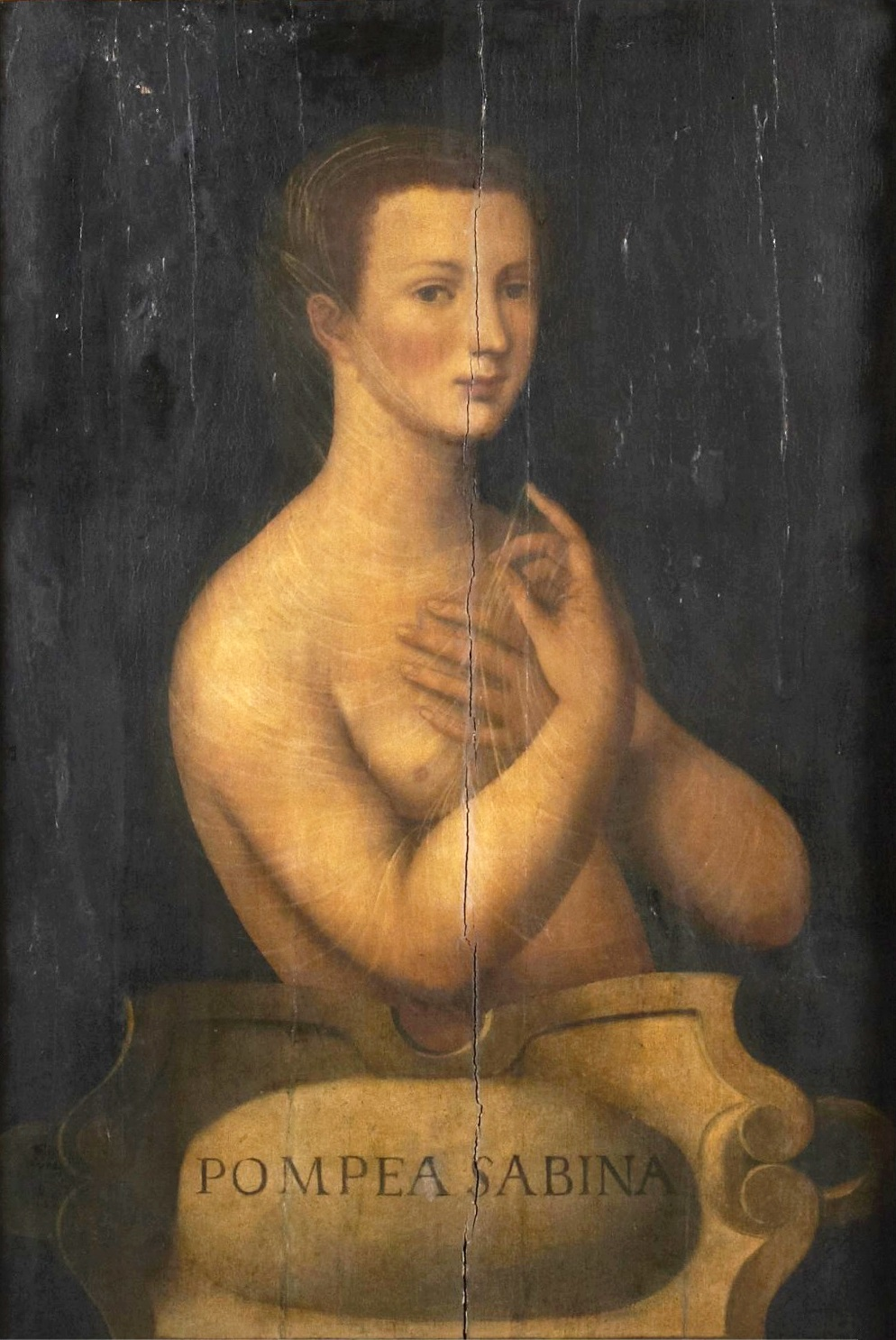
Poppea egy 16. századi festő képén

1. kép: Néró és Lucanus, az udvari költő Poppea szépségét dicséri. 
2. kép: Octavia bosszút forral Néró ellen, és ügyének igyekszik megnyerni Ottót. Arra szeretné rávenni, hogy gyilkolja meg hűtlen kedvesét. A passzív jellemű férfi egy ideig habozik, majd a császárnő fenyegetéseinek hatására végül vállalkozik a dologra. Drusilla boldogsága határtalan, mert azt hiszi, szerelme végleg elfordult Poppeától, és most már neki szenteli az életét. Még arra is vállalkozik, hogy öltözékét átadja Ottónak. A szolgálólány ruhájában könnyűszerrel közel tud férkőzni majd Poppeához. Drusilla látja, hogy a férfi még mindig habozik, ezért elszántan próbál lelket önteni belé.
3. kép: Poppea biztos győzelmében. Ámorhoz fohászkodik, hogy siettesse vágyainak mihamarabbi beteljesülését. Ezután dajkája altatódalára álomba szenderül. Álmát Ámor őrzi, és a szerelem istene akadályozza meg azt is, hogy Otto megölje feleségét.
4. kép:  A gyilkossági kísérlet után a katonák elfogják Drussilát, mert az ő ruháit látták az elkövetőn. Mikor a lány megtudja, hogy Ottót gyanúsítják a gyilkossági kísérlettel, gondolkozás nélkül magára vállalja a tettet. Így akarja a szeretett férfit megmenteni a rá váró kínhaláltól. Otto azonban nem tudja elfogadni ezt az áldozatot, és feladja magát. Néró meghatódik az egymásért halni kész szerelmes pár látványán, és megbocsát nekik. Ottót csak száműzi, Drusillának pedig követnie kell őt. Ennek a nagylelkűségnek az az oka, hogy Otto bevallotta, a felbujtó a császárné volt. Ez jól jön Nérónak: keresve sem találhatna jobb ürügyet arra, hogy Octaviat száműzetésbe taszíthassa, és ezzel megnyithassa az utat a trón előtt Poppeának.
5. kép: Octavia megindult hangon vesz búcsút hazájától, egész eddigi életétől, ifjúsága helyszínétől.
6. kép: Arnalta a maga reális szemléletével fogja fel az új helyzetet. Úrnője megkoronázásával az ő társadalmi rangja is nagyot fog emelkedni, de tisztán látja: felemelkedésük elsősorban a sors szeszélyének köszönhető, nem pedig saját emberi értékeiknek.
7. kép: Néró és Poppea hatalmas ünnepségek keretei között lép trónra. A külső diadalnál azonban többet jelent számukra, amikor egyedül maradnak és egymás iránti elragadtatásukban köszöntik minden akadályt legyőző szerelmüket.

## Az opera zenéje
A Poppea megkoronázásában a velencei patriciuscsalád gazdagsága, élvezeteket hajszoló életmódja, cinizmussa tükröződik. A történet sikamlós és erkölcstelen: a rosszak győzedelmeskednek, a jók pedig bűnhődnek. De még ennél is merészebb a zene: Monteverdi ott is, ahol a szöveg dagályos és barokkosan túltengő, mindent ragyogó dallamosságban old fel.  A Poppeával megszületett a lélektani cselekményes színház, ahol a zene az érzelmek kihangsúlyozását szolgálja. A recitativo közvetlenül megy át az ariosóba, a ritmus és dallam nagyon jól jellemzi a komikus és tragikus szereplőket.
A zene a legszorosabban kapcsolódik a cselekménysorhoz: a szereplőknek szinte még a pillanatnyi lélekállapotát is kitűnően jellemzi. Poppea alakját érzéki és csábító muzsika kíséri. Arnalta a rusztikus bölcsesség képviselője, az életet kissé a fonákjáról szemléli, a népi józanságot képviseli. Ennek köszönhető, hogy az ő ariosói állnak a legközelebb a népdalhoz. Octavia, a megcsalt császárnő hangja fenséges és kétségbeesésében is magasztos. Az idős mester még a kisebb mellékszereplőket is egészen egyéni színekkel jellemezte, legkonkrétabban Otto, Poppea elhagyott férje esetében. Drusila is összetett jellem: naiv, és az Otto iránt érzett viszonzatlan szerelme is boldoggá teszi. A zenei csúcspontok közül kiemelkedő Seneca emberi gyengeségektől mentes, csak az általa igaznak gondolt eszmék mellett hitet tevő ariosója, Octavia nagy jelenete, Néró és Lucunus duettje, valamint Poppea-Néró záró duettje.
A zene hangzásképét a szöveg irányítja. A secco recitativókat idéző parlandó dallamosabbá vált, a zárt zenei számok pedig egységes, nagyobb lélegzetű jelenetekké olvadtak össze. Az opera felépítésének fontos elemei azok a motívumok, amelyek az azonos lelkiállapotokat azonos vagy hasonló dallamokkal keltik életre. A bőven áradó dallaminvenció minden későbbi operaszerző ideálja lett, drámai ereje, harmóniai gazdagsága és a zenekar árnyalt megszólaltatása sok tekintetben felülmúlja a Monteverdi korabeli zeneszerzők hasonló próbálkozásait. A recitativo és az arioso már világosan elkülönült, a záróduett már-már da capo formájú, a kórusnak csak csekély szerep jut.

## Hangfelvételek
- Poppea – Helen Donath, Nerone – Elisabeth Söderström, Ottavia – Cathy Berberian, Ottone – Paul Esswood, Seneca – Giancarlo Luccardi, Drusilla – Rotraud Hansmann, Fortuna – Jane Gatner, Virtù – Rotraud Hansmann. Közreműködik: Concetus musicus Wien, vezényel: Nikolaus Harnoncourt. A felvétel helye, ideje: Palais Rasumofsky, Bécs, 1974. Kiadó: TELDEC, 1993, 2292-42547-2. 4 CD.
- Poppea – Arleen Auger, Nerone – Della Jones, Ottavia – Linda Hirst, Ottone – James Bowman, Seneca – Gregory Reinhart, Drusilla – Sarah Leonard, Fortuna – Catherine Pierard, Virtù – Juliet Booth, Amore – Samuel Linay. Közreműködik: City of London Baroque Sinfonia, vezényel: Richard Hickox. A felvétel helye, ideje: All Saints' Church, Petersham, 1988. Kiadó: Virgin Classics Ltd, 1990, VCT 5 45082 2. 3 CD.
- Poppea – Daniella de Niese, Nerone – Philippe Jaroussky, Ottavia – Anna Bonitatibus, Ottone – Max Emanuel Cencic, Seneca – Antonio Abete, Drusilla – Anna Quintans, Virtù – Katherine Watson, Amore – Hanna Bayodi-Hirt. Közreműködik: Les Arts Florissants, vezényel: William Christie. A felvétel helye, ideje: Teatro Real Madrid, 2010, rendező: Pier Luigi Pizzi. Kiadó: Virgin, 2012, 07095191. 2 DVD.